# E-Prix de Valencia
El e-Prix de Valencia es una carrera que fue una solución a la suspensión del e-Prix de Ciudad de México, se realizó en el Circuito Ricardo Tormo de Valencia, España. Se disputaron dos rondas puntuables el 24 y 25 de abril para la temporada 2020-21 de Fórmula E, el e-Prix de Valencia 2021.

## Resultados
| Año     | Piloto        | Equipo                     | Circuito      | Resultados |
| ------- | ------------- | -------------------------- | ------------- | ---------- |
| 2020-21 | Nyck de Vries | Mercedes EQ Formula E Team | Ricardo Tormo | Resultados |
| 2020-21 | Jake Dennis   | BMW i Andretti Motorsport  | Ricardo Tormo | Resultados |